# Jimmy Jacobs
Christopher Scoville, meglio noto come Jimmy Jacobs (Grand Rapids, 17 febbraio 1984), è un wrestler statunitense.
È attualmente sotto contratto con la All Elite Wrestling, dove svolge il ruolo di produttore. In passato ha fatto parte della Ring of Honor, nella IWA Mid-South e nella Pro Wrestling Guerrilla.

## Personaggio

### Mosse finali
- Contra Code (Shiranui)
- End Time (Guillotine choke - a volte preceduta da una Snap DDT
- High Angle Diving Senton
- Berzerker Drop (Inverted double underhook facebuster)
- Berzerker Boot (Running arched big boot)

### Manager
- Lacey
- Rain
- Truth Martini

### Soprannomi
- "Zombie Princess"

## Titoli e riconoscimenti
All American Wrestling
- AAW Heavyweight Championship (1)
- AAW Heritage Championship (2)
- AAW Tag Team Championship (2 - 1 con Tyler Black - 1 con Arik Cannon)

Anarchy Championship Wrestling
- ACW-IWA Texas Heavyweight Championship (1)
- ACW-IWA Texas Lone Star Classic (2008)

Border City Wrestling
- BCW Can-Am Tag Team Championship (1 - con Phil Atlas)

Championship Wrestling of Michigan
- CWM Tag Team Championship (1 - con Jimmy Shalwin)

Elite Generation Wrestling
- EGW World Heavyweight Championship (2)

Great Canadian Wrestling
- GCW Ontario Independent Championship (1)
- GCW Ontario Independent Championship Tournament (2006)

Great Lakes All-Pro Wrestling
- GLAPW Cruiserweight Championship (1)

Great Lakes Wrestling
- GLW Cruiserweight Championship (1)

Independent Wrestling Association Mid-South
- IWA Mid-South Heavyweight Championship (1)
- IWA Mid-South Light Heavyweight Championship (2)

Independent Wrestling Federation of Michigan
- IWF Michigan Cruiserweight Championship (1)

Independent Wrestling Revolution
- IWR King of Indies Championship (1)
- IWR Tag Team Championship (1 - con Amazing N8)

Insanity Pro Wrestling
- IPW World Heavyweight Championship (1)

Lakeshore Wrestling Organization
- LSWO Tag Team Championship (2 - 1 con Jimmy Shalwin - 1 con Gavin Starr)

Midwest Pro Wrestling
- MPW Universal Championship (1)

Mr. Chainsaw Productions Wrestling
- MCPW World Heavyweight Championship (1)

National Wrestling Alliance
- NWA Indiana Heavyweight Championship (1)
- NWA Iowa Heavyweight Championship (1)

Powerhouse Championship Wrestling
- PCW Light Heavyweight Championship (1)

Price of Glory Wrestling
- POG Grand Championship (1)
- Ultimate Ultimate Championship (1)

Prime Wrestling
- Prime Heavyweight Championship (1)

Pro Wrestling Federation
- PWF Tag Team Championship (1 - con The Blitzkrieg Kid)

Pro Wrestling Prestige
- PWP United States Heavyweight Championship (1)

Superior Championship Wrestling
- Bella Strap Championship (1)

Thunder Zone Wrestling
- TZW Cruiserweight Championship (1)

westside Xtreme wrestling
- wXw World Heavyweight Championship (2)

Xtreme Intense Championship Wrestling
- XICW Light Heavyweight Championship (5)
- XICW Tag Team Championship (1 - con Gavin Starr)

Pro Wrestling Guerrilla
- PWG World Tag Team Championship (1 - con Tyler Black)

Ring of Honor
- ROH World Tag Team Championship (5 - 2 con BJ Whitmer - 2 con Tyler Black - 1 con Steve Corino)

Pro Wrestling Illustrated
- 50º tra i 500 migliori wrestler singoli su PWI 500 (2009)